# Facebook, Apple, Amazon, Netflix и Google
Meta, Amazon, Apple, Netflix и Google (MAANG) это дальнейшее расширение сокращения MANG (которое изначально не включало Apple), являющееся как акронимом, так и модным словом для оказания впечатления на инвесторов, популяризованное Джимом Крамером из программы Mad Money на CNBC и другими комментаторами, чтобы объединить на сегодняшний день высокопроизводительные технологичные компании, включённые в списки на NASDAQ.

## История
Хотя термин относится к пяти (или четырём) из этих технологических компаний, в настоящее время он обычно используется для обозначения сектора технологий и сектора предметов роскоши, состоящих из высокоторгуемых растущих акций американских технологических и технологизируемых (tech-enabled) компаний в последние годы. Подобная перспектива рынка демонстрирует огромное влияние, с соразмерными прибылью или потерями. Мнения разделились по поводу того, является ли это явление показательным для технологического пузыря, или долгосрочного устойчивого роста этих технологических компаний.
В 2017 году Межконтинентальная биржа, посредством NYSE, создала индекс для этого понятия и расширила FANG понятиями Twitter, Nvidia, Tesla и акциями BAT, китайскими аналогами: Baidu, Alibaba и Tencent. Инвестиционные аналитики часто сравнивали MAANG, противопоставляя акциям BAT, или ставя их в один ряд, из-за аналогичного уровня роста последних на китайском фондовом рынке.
Существуют активно управляемые ETF этих фондов, основанных на индексах. На текущий момент времени ETF может и не владеть всеми предполагаемыми акциями технологических компаний. ETF, известный под тикером FNG, распродал акции Facebook во время скандала с Cambridge Analytica, но также сбросил активы Apple в ожидании увеличения прибыли.

## Внешние ссылки
- NYFANG на NYSE
- FANG+. ICE.
- FNG. NYSE.